# Stazione di Curcuris
La stazione di Curcuris fu una fermata ferroviaria al servizio dell'abitato di Curcuris, posta lungo la ferrovia Villamar-Ales.

## Storia
Le origini dello scalo si ricollegano a quelle della linea ferroviaria tra Ales e Villamar, il cui tracciato avrebbe attraversato anche la periferia orientale del borgo di Curcuris. Realizzata nella prima metà degli anni dieci del Novecento per conto della Ferrovie Complementari della Sardegna (che ne sarà l'unico gestore), la struttura fu attivata insieme al resto della rete aziendale il 21 giugno 1915.
L'impianto servì il paese della Marmilla per quattro decenni, finché nel secondo dopoguerra venne deciso a livello ministeriale di sostituire le relazioni espletate sulla linea con autocorse, fatto che portò alla cessazione dell'attività ferroviaria nella fermata il 5 settembre 1956, data di chiusura della Villamar-Ales. Nel giro di breve tempo lo scalo fu quindi definitivamente dismesso; il piazzale ferroviario fu in seguito inglobato nella rete stradale ed in parte destinato ad area giochi, mentre i fabbricati sono stati restaurati e sono impiegati da un'attività ristorativa.

## Strutture e impianti
La fermata, di tipo passante, è oggi completamente disarmata e si trova nella periferia nord-est di Curcuris. Negli anni di attività era dotata di due binari a scartamento da 950 mm: oltre a quello di corsa era presente un tronchino (dotato di un prolungamento) impiegato per il servizio merci, il cui scalo comprendeva anche un magazzino.
Attiguo a quest'ultimo è presente il fabbricato viaggiatori, classificato come assuntoria. Si tratta di una costruzione su due piani più tetto a falde, avente in origine due accessi su quello che era il lato binari. In uscita dalla fermata in direzione Ales si trovava inoltre una casa cantoniera, il cui edificio è ancora presente nell'area, mentre non esiste più il locale che ospitava le ritirate negli anni in cui lo scalo fu attivo.

## Movimento
Negli anni di attività ferroviaria lo scalo fu servito dalle relazioni passeggeri e merci delle Ferrovie Complementari della Sardegna.

## Servizi
La stazione durante l'esercizio ferroviario era dotata di una sala d'attesa (ospitata nel fabbricato viaggiatori) e di servizi igienici, questi ultimi ubicati in una costruzione apposita.
- Sala d'attesa
- Servizi igienici